# Eilema xanthocraspis
Eilema xanthocraspis là một loài bướm đêm thuộc phân họ Arctiinae, họ Erebidae.